# Mesopolobus fedotovae
Mesopolobus fedotovae är en stekelart som beskrevs av Dzhanokmen 1990. Mesopolobus fedotovae ingår i släktet Mesopolobus och familjen puppglanssteklar.
Artens utbredningsområde är Kazakstan. Inga underarter finns listade i Catalogue of Life.